# Rudolf Belin
Rudolf Belin (Zágráb, 1942. november 4. –) Európa-bajnoki ezüstérmes horvát labdarúgó.

## Pályafutása

### A válogatottban
1963 és 1969 között 29 alkalommal szerepelt a jugoszláv válogatottban és 6 gólt szerzett. Részt vett az 1964. évi nyári olimpiai játékokon és az 1968-as Európa-bajnokságon.

## Sikerei, díjai
Dinamo Zagreb
- Jugoszláv kupa (3): 1962–63, 1964–65, 1968–69
- Vásárvárosok kupája (1): 1966–67

Jugoszlávia
- Európa-bajnoki döntős (1): 1968